# La Marque
La Marque é uma cidade localizada no estado norte-americano do Texas, no Condado de Galveston.

## Demografia
Segundo o censo norte-americano de 2000, a sua população era de 13.682 habitantes.
Em 2006, foi estimada uma população de 14.033, um aumento de 351 (2.6%).

## Geografia
De acordo com o United States Census Bureau tem uma área de
36,9 km², dos quais 36,8 km² cobertos por terra e 0,1 km² cobertos por água.

## Localidades na vizinhança
O diagrama seguinte representa as localidades num raio de 16 km ao redor de La Marque.